# Truck Stop
Truck Stop is een Duitse countryband.

## Oprichters
De band Truck Stop werd in 1973 in Hamburg opgericht. Vooreerst werd Engelstalige country, rock-'n-roll en blues gespeeld en werden er vier albums gepubliceerd. De oprichters zijn:
- Günter 'Cisco' Berndt (Hamburg, 12 december 1942 - Maschen, 31 december 2014)
- Burkhard 'Lucius' Reichling (Berlijn, 8 maart 1947 - Hamburg, 14 augustus 2012)
- Rainer Bach (Bielefeld, 14 december 1947)
- Erich Doll (Kolbermoor, 31 juli 1948 - 6 juni 2019)
- Wolfgang 'Teddy' Ibing (Bergen an der Dumme, 10 augustus 1948)
- Eckart Hofmann (Kisdorf, 1943)

Ondanks diverse tv-optredens, waaronder in Musikladen, verkochten de albums van de groep in toenemende mate slechter, zodat werd besloten tot een stijlverandering met de nadruk op de taal. Het Engelstalige werd vervangen door Duitstalige country. Mede daardoor werd Hofmann (saxofoon) vervangen door Berndt (akoestische gitaar). De positie van Berndt als bassist werd overgenomen door Rudolf 'Stempel' Steinmetz.

## Carrière
Joe Menke produceerde vervolgens een demoband in zijn geluidsstudio in Maschen en presenteerde dit tevergeefs bij meerdere platenlabels. Telefunken ten slotte bood de band een contract aan. Het eerste album Truck Stop (1973) bevatte nog Engelstalige titels en werd 50.000 maal verkocht. Geluidsman was Volker Heintzen. Deze samenstelling werd de grondsteen voor het duurzame succes van Truck Stop. Ook het album Cant stop Truck Stop (1974) was Engelstalig. In 1977 werd door Menke het idee geopperd om Duitstalige countrymuziek te presenteren. Het resultaat was het album Zuhause (1977), waarvan 150.000 exemplaren werden verkocht. Voor tekst en compositie werden Klaus-Dieter Eckardt en Holger Grabowski aangetrokken. De eerste singlehit uit deze samenwerking was Die Frau mit dem Gurt (1977, 27e plaats Duitse Hitparade). Verdere commerciële albums als Auf Achse (1978), Bitte recht freundlich (1979) en Truck Stopp (1980) volgden. Van het album Truck Stopp  werden 100.000 exemplaren verkocht. Bij het album Auf Achse werd Rudolf Steinmetz vervangen door de tegenwoordige bassist Uwe Lost. Tegelijkertijd kwam de Deen Nils Tuxen de band versterken met pedaal-steelgitaar en dobro. Het nummer Ich möchte so gern Dave Dudley hör'n (1978, 9e plaats Duitse singlehitparade) komt van het album Zuhause. In maart 1979 nam Truck Stop deel aan de voorronden van het Eurovisiesongfestival en behaalde een 2e plaats met het nummer Take it easy, altes Haus. De tweede grote singlehit was Der wilde wilde Westen (1980, 5e plaats).
In 1983 verliet Rainer Bach de groep en werd vervangen door Knut Bewersdorf (Stade, 27 april 1960). In 2003 vertrok Erich Doll en werd vervangen door Dirk Schlag (Gifhorn, 21 april 1971). Burkhard Reichling overleed op 14 augustus 2012 op 65-jarige leeftijd aan de gevolgen van een longontsteking en een later ontdekte kanker. Medeoprichter Cisco Berndt stopte na 40 jaar wegens gezondheidsproblemen. Zijn laatste concert speelde hij op 21 december 2013, waarna hij een jaar later overleed. Producent Menke trok zich in 1995 op 70-jarige leeftijd uit de band terug. Geluidstechnicus Volker Heintzen nam deze taak over tot 2013, die in de tussentijd het <VOX-Klangstudio Bendestorf> had opgericht, waar in mei 1995 het Truck Stop-album No 1 werd opgenomen.

## Discografie

### Singles
- 1973: Hello Josephine
- 1974: Orange Blossom Special
- 1975: Rip It Up
- 1976: Is Anybody Goin' to San Antone
- 1977: Die Frau mit dem Gurt
- 1978: Amerika
- 1978: Der König von der Autobahn
- 1978: Der Tramp
- 1978: Ich möcht' so gern Dave Dudley hör'n
- 1979: Rosie
- 1979: Take It Easy, altes Haus
- 1980: Der wilde, wilde Westen
- 1980: Old Texas Town, die Westernstadt
- 1981: Easy Rider
- 1981: Lass die Mädels wissen ...
- 1981: Nein danke, ich rauch' nicht mehr
- 1982: Das gibt's doch nur in Dallas
- 1982: Die Sonne steht tief
- 1982: Mein Opa, das bin ich
- 1983: Hillybilly Country Lilly
- 1983: Vater und Sohn
- 1984: Angeln entspannt
- 1984: Ein Tag wie ein Freund
- 1985: Happy Birthday
- 1986: Louisiana Lady
- 1988: Big White Diesel
- 1988: Großstadtrevier
- 1989: Lass dir nie den Tag verderben
- 1990: Arizona-Arizona
- 1990: Square Dance Darling
- 1991: Alles Bingo
- 1992: Du bist immer auf Achse
- 1992: Wenn es Nacht wird in Old Tucson
- 1993: Erwin, der dicke Schneemann
- 1993: Männer mit Hut
- 1994: Heirate doch Jonny Hill
- 1995: Emmylou, Emmylou
- 1996: Route 66
- 1997: Dann pfeif drauf
- 1999: Damenwahl
- 1999: Lady Harley
- 2001: Bitte erlöse uns, Elvis
- 2001: Waterkant
- 2002: Bock auf'n Pickup Truck
- 2003: Von Arizona bis Old Texas Town
- 2004: Die Rechnung bitte
- 2004: Durch Sachsen ohne Anhalt
- 2006: Alle machen's
- 2006: Immer geradeaus
- 2007: Ich bin dein Mann
- 2008: Country Sommernacht
- 2008: Der Sheriff hat heute Geburtstag
- 2008: Leb' dein Leben
- 2010: Einfach mal nichts tun
- 2010: Freiheit um die Nase
- 2010: Was sollen wir denn in Nashville?

### Albums
- 1973: Truck Stop
- 1974: Can’t Stop Truck Stop
- 1977: Truck Stop Live
- 1977: Zu Hause
- 1978: Auf Achse
- 1978: Highway 59 (2 lp's)
- 1979: Bitte recht freundlich
- 1980: Truck Stop
- 1981: Die Cowboys
- 1982: Nicht zu bremsen!
- 1982: Rodeo
- 1983: Potz Blitz
- 1984: Alles klar
- 1986: Louisiana Ladies
- 1987: Freunde bleiben
- 1988: Fest im Sattel (2 lp's, jubileumsalbum 15 jaar)
- 1989: Keep It Country
- 1990: Arizona
- 1991: Alles Bingo
- 1991: Weihnachten im wilden Westen
- 1992: High Noon
- 1994: Heiß wie Chili
- 1996: Gegen den Wind
- 1997: Hände hoch
- 1999: Damenwahl
- 2000: On the Road
- 2001: Cowboy Alarm
- 2002: Wilde Reiter
- 2004: Große Freiheit
- 2006: Immer geradeaus
- 2007: Willkommen in der Familie
- 2008: 35 Jahre Country aus Deutschland
- 2008: Leb' dein Leben
- 2009: Die größten Country-Medleys
- 2010: 6 Richtige
- 2012: Country-Band
- 2013: 40 Jahre ... Geile Zeiten
- 2014: Eighteen Wheels Live In Orange County
- 2015: Country Freunde für immer
- 2015: Männer sind so

### Compilaties
- 1975: Keep on Truckin’
- 1977: Truckin’ on New Tracks
- 1980: Portrait (2 lp's)
- 1981: Hello Josephine
- 1984: Up and Down the Highway – Great Hits
- 1985: In Concert
- 1988: Ich möcht so gern Dave Dudley hör’n
- 1989: Hello Mary Lou
- 1991: Take It Easy, altes Haus – Unsere deutschen Erfolge
- 1993: 1000 Meilen Staub – 20 Jahre Truck Stop (2 cd's)
- 1998: 25 Jahre Truck Stop on Tour
- 2000: Take It Easy, altes Haus
- 2003: 30 Jahre Truck Stop
- 2004: Starboulevard (2 cd's)
- 2005: Der wilde, wilde Westen (3 cd's)
- 2016: Unser Hamburg